# Robert I. (biskup vratislavský)
Robert I. Korybutovič († 1140, 1142 nebo 1143) byl sedmý biskup vratislavský.
Jeho pontifikát je tradičně řazen do rozmezí let 1126–1142.
O jeho činnosti v úřadu nejsou konkrétní zprávy. Byl podporovatelem benediktinů a roku 1139 daroval vratislavském klášteru Panny Marie (později svatého Vincence) kostel svatého Michala. Téhož roku se rovněž poprvé zmiňuje vratislavská katedrální kapitula.
Za pontifikátu Roberta I. založil palatin Petr Wlostovic klášter řádu augustiniánů kanovníků na hoře Sleze (polsky Ślęza, německy Zobtenberg). Přesný rok založení není znám: stalo se tak mezi lety 1121 a 1138, nejpravděpodobněji v letech 1128/34.
Na začátku roku 1142 je biskup Robert doložen v Krakově, kam se uchýlil k Vladislavu II. Vyhnanci a kde 20. dubna vysvětil románskou katedrálu svatého Václava na Wawelu. V této katedrále se nachází i jeho hrob. Smrt biskupa Roberta je zaznamenána 11. dubna 1143.
Slezský medievista profesor Tomasz Jurek však dovozuje, že biskup Robert I. zemřel již roku 1140; pozdější zmínky by se pak týkaly jeho nástupce Roberta II.